# Crocodilo-de-morelet
O crocodilo-mexicano (Crocodylus moreletii), também chamado de crocodilo-de-morelet, é uma espécie relativamente pequena de crocodilo, encontrada no México.